# Bogdan-Daniel Deac
Bogdan-Daniel Deac (* 8. Oktober 2001 in Râmnicu Vâlcea) ist ein rumänischer Schachspieler der erweiterten Weltspitze.
Der Großmeister ist Stand November 2023 der zweitstärkste rumänische Spieler hinter Richárd Rapport. Damit gehört er zu den 40 besten Schachspielern der Welt und mit einer Elo-Zahl von 2700 zu den sogenannten Super-Großmeistern.
Deac begann im Alter von sieben Jahren, Schach zu spielen. 2014 erlangte er alle drei für den Titel eines Internationalen Meisters erforderlichen Normen, woraufhin die FIDE ihm den Titel verlieh.
Beim Zalakaros Open 2015 und 2016 sowie dem Graz Open 2016 erreichte er die für den Großmeistertitel erforderlichen Normen. Auf dem 87. FIDE-Kongress im September 2016 bekam er den Titel verliehen.
Bei der Schacholympiade 2016 in Baku spielte Bogdan-Daniel Deac am dritten Brett für die rumänische Mannschaft und beendete das Turnier mit 7 aus 10 Punkten. Die einzige Niederlage erlitt er mit Schwarz gegen den georgischen Großmeister Lewan Panzulaia. Auch bei den Schacholympiaden 2018 und 2022 spielte er für die rumänische Mannschaft, zuletzt am Spitzenbrett. Insgesamt erreichte er bei Olympiaden bisher 21 Punkte aus 28 Partien bei nur zwei Niederlagen.